# 속천재 와카집
쇼쿠센제이와카슈(일본어: 続千載和歌集, 속천재화가집)는 일본 촉센와카슈중 하나로써, 분포(文保|ぶんぽう, 문보)2년 (1318년) 고우다 천황(後宇多天皇|ごうだてんのう, 후우다천황)의 하명에 의해 편찬되었다. 총 20권으로써 니죠 다메요(二条為世|にじょう ためよ, 이조위세)가 편찬하였다. 주로 니죠 다메우지(二条為氏|にじょう ためうじ, 이조위씨), 사이온지 사네카네(西園寺実兼|さいおんじ さねかね, 서원사실겸), 후지와라노 다메이에(藤原為家|ふじわらの ためいえ, 등원위가), 후지와라노 사다이에(藤原定家|ふじわらの さだいえ, 등원정가) 등의 작품이 주로 수록되어 있다. 총 2100수(首) 정도가 정리되어 있다.